# North Country Blues
North Country Blues è una canzone di Bob Dylan, pubblicata nel 1964 nel suo terzo album The Times They Are a-Changin'.
Dylan racconta la rovina di una città mineraria attraverso il punto di vista della moglie di un minatore. Il padre e il fratello della donna sono morti nella miniera, mentre la madre a seguito di una malattia. Quando la miniera locale chiude, anche il marito la lascia. Nel testo vi è un riferimento esplicito alle miniere sudamericane, "dove i minatori lavorano quasi per nulla" ("where the miners work almost for nothing"). La donna prevede infine che anche i suoi figli la lasceranno quando saranno abbastanza grandi perché "non c'è più niente qui che possa trattenerli" ("there ain't nothing here now to hold them").
Joan Baez re-incise North Country Blues nel suo album di cover di Dylan Any Day Now, uscito nel 1968.